# Ophiomyia stenophaga
Ophiomyia stenophaga este o specie de muște din genul Ophiomyia, familia Agromyzidae, descrisă de Pakalniskis în anul 1998. Conform Catalogue of Life specia Ophiomyia stenophaga nu are subspecii cunoscute.